# Passer diffusus
O Pardal-de-cabeça-cinza-do-sul ou Passer diffusus é uma ave do gênero Passer que vive em florestas de acácia do sul da África.

## Distribuição
É encontrado em florestas de acácia abertas, frequentemente próximo á habitações humanas, e pode adentrar áreas urbanas. Ocorre no sul da África, na Angola, Zâmbia, Namíbia, Botswana, Zimbabwe, África do Sul, Tanzânia, Moçambique, Malawi, Essuatíni e no Lesoto.

## Estado de conservação
A espécie não sofre risco de extinção, e é classificada como pouco preucupante pela lista vermelha da IUCN, com uma população estável.